# 有明網球之森站
有明網球之森站（日语：／ Ariake-tennisu-no-mori eki */?）是位於日本東京都江東區有明一丁目，屬於東京臨海新交通臨海線（百合鷗）的車站。車站編號是U 13。

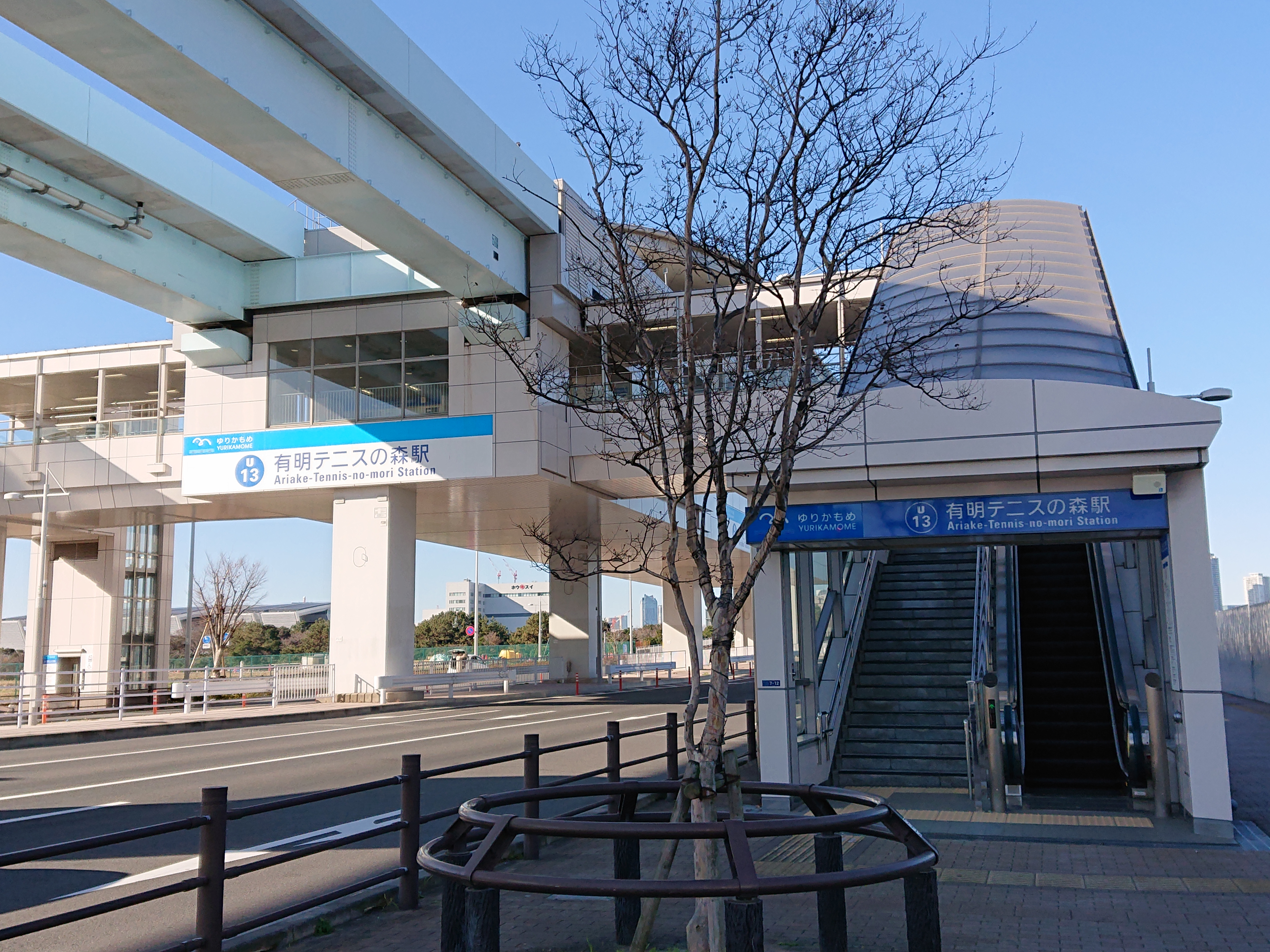
車站出入口(2019年1月)

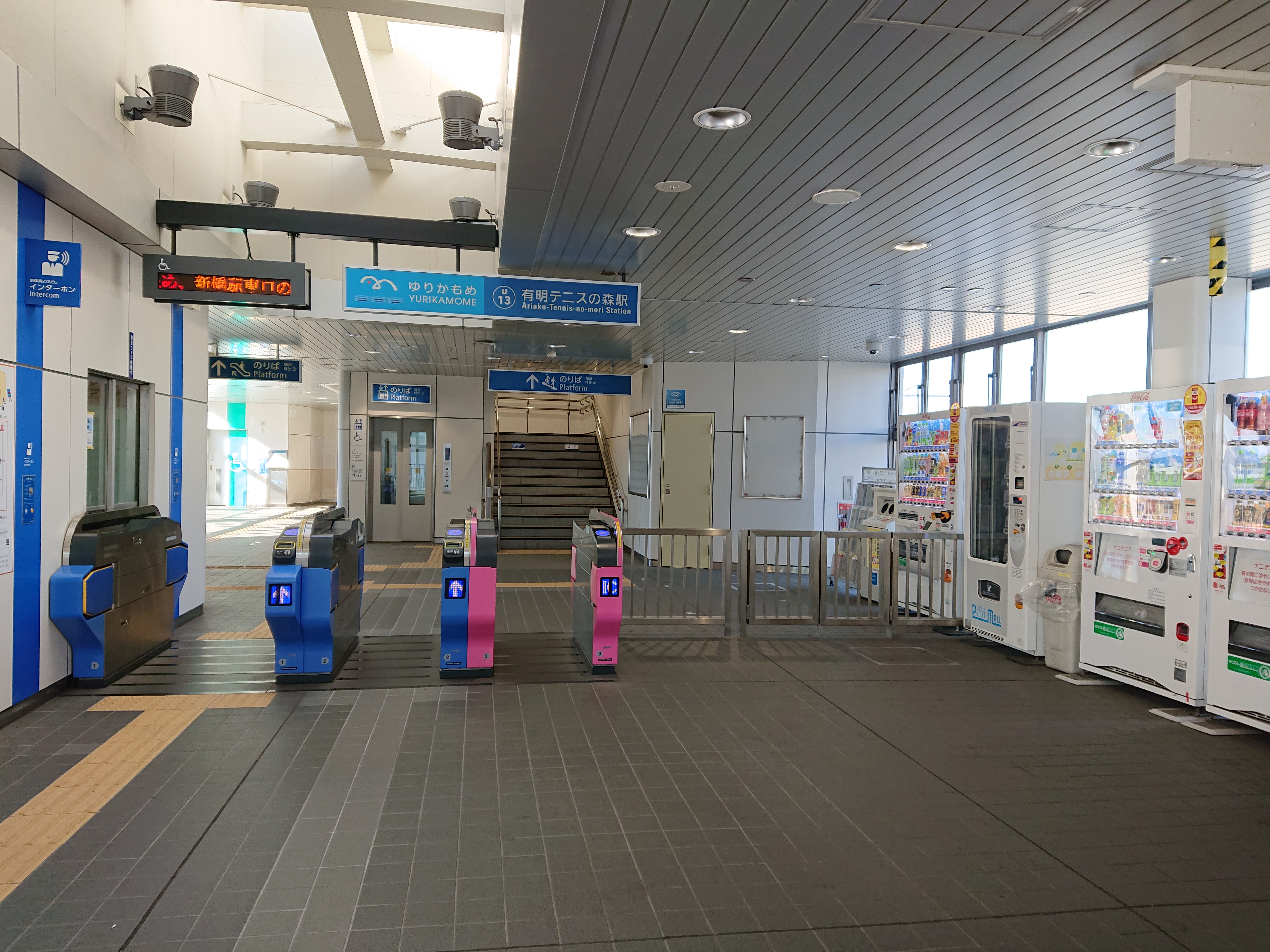
檢票口(2019年1月)

## 車站構造
島式月台1面2線的高架車站。

### 月台配置
| 月台 | 路線   | 目的地                     |
| ---- | ------ | -------------------------- |
| 1    | 百合鷗 | 豐洲方向                   |
| 2    | 百合鷗 | 有明、青海、台場、新橋方向 |

## 歷史
- 2005年（平成17年）4月28日 - 正式站名決定為有明網球之森站（臨時名稱：有明北站）。
- 2006年（平成18年）3月27日 - 開業。

## 利用狀況
2015年度1日平均上車人次為1,560人。開業以來1日平均上車人次推移如下表。
| 年度   | 百合鷗 | 來源  |
| ------ | ------ | ----- |
| 2005年 | 600    | [ 1 ] |
| 2006年 | 608    | [ 2 ] |
| 2007年 | 708    | [ 3 ] |
| 2008年 | 847    | [ 4 ] |
| 2009年 | 1,208  | [ 5 ] |

## 車站周邊
- 有明網球之森公園
- 東京有明醫療大學（日语：東京有明医療大学）
- 有明教育藝術短期大學
- 有明小學校·中學校（日语：有明小学校・中学校）
- 有明北橋（日语：有明北橋）
- 2020年東京奧運會場預定地
- 東京臨海副都心

## 相鄰車站
百合鷗
 東京臨海新交通臨海線
有明（U 12）－有明網球之森（U 13）－市場前（U 14）

## 腳注
1. ↑  .   [2017-05-18]. （原始内容存档于2017-07-29）.
2. ↑  .   [2017-05-18]. （原始内容存档于2017-07-29）.
3. ↑  .   [2017-05-18]. （原始内容存档于2017-07-29）.
4. ↑  .   [2017-05-18]. （原始内容存档于2017-07-29）.
5. ↑  .   [2017-05-18]. （原始内容存档于2016-03-26）.

## 外部連結
- 有明網球之森站 （页面存档备份，存于） - 百合鷗